# Lijevi Dubrovčak
Lijevi Dubrovčak je naseljeno mjesto u Republici Hrvatskoj u Zagrebačkoj županiji. Nalazi se u sastavu grada Ivanić-Grada. 

## Zemljopis
Naselje se proteže na površini od 7,04 km². 

## Stanovništvo
| broj stanovnika | 526   | 581   | 691   | 767   | 764   | 812   | 743   | 760   | 725   | 739   | 697   | 595   | 533   | 430   | 405   | 351   | 324   |
|                 | 1857. | 1869. | 1880. | 1890. | 1900. | 1910. | 1921. | 1931. | 1948. | 1953. | 1961. | 1971. | 1981. | 1991. | 2001. | 2011. | 2021. |

Prema popisu stanovništva iz 2001. godine Lijevi Dubrovčak ima 405 stanovnika koji žive u 150 kućanstava. Gustoća naseljenosti iznosi 57,53 st./km².

## Znamenitosti
- Crkva sv. Nikole, zaštićeno kulturno dobro